# Carassius
Carassius is een geslacht van beenvissen in de familie van de Cyprinidae. De soorten binnen dit geslacht zijn algemeen bekend als kroeskarpers, hoewel deze naam specifiek voor de soort Carassius carassius is gereserveerd. De bekendste soort is de goudvis (C. auratus).
Het geslacht Carassius heeft een Euraziatische verspreiding die wat westelijker is dan die van de karpers in het geslacht Cyprinus.
De leden van dit geslacht zijn geen sterk verwante soorten van de typische karperachtigen, maar maken deel uit van een meer basale evolutionaire lijn van de onderfamilie Cyprininae.

## Soorten
De volgende soorten en ondersoorten worden onderscheiden in het geslacht Carassius:
- Carassius auratus (Berg, 1949)
  - Carassius auratus auratus – Goudvis
  - Carassius auratus argenteaphthalmus (Nguyen, 2001)
  - Carassius auratus buergeri (Temminck & Schlegel, 1846)
  - Carassius auratus grandoculis (Temminck & Schlegel, 1846)
  - Carassius auratus langsdorfii (Temminck & Schlegel, 1846)
- Carassius carassius (Linnaeus, 1758) – Kroeskarper
- Carassius cuvieri (Temminck & Schlegel, 1846) – Japanse kroeskarper
- Carassius gibelio (Bloch, 1782) – Giebel
- Carassius praecipuus Kottelat, 2017